# Bô Yin Râ
Bô Yin Râ est un peintre et écrivain philosophico-religieux allemand, né le 25 novembre 1876 à Aschaffenbourg et mort le 14 février 1943 à Lugano.

## Biographie

### Origines et famille
Bô Yin Râ naît Joseph Anton Schneiderfranken le 25 novembre 1876 à Aschaffenbourg, en Bavière. Son père, Joseph Schneider, est viticulteur. 
Il épouse Helene Maria Klara Geldner en 1918. 

### Peinture
Élève des peintres Hans Thoma à Francfort et  Max Klinger à Leipzig, il étudie dans plusieurs grandes villes d'Europe (Venise, Munich auprès de Gino Parin et Paris à l'Académie Julian auprès de Tony Robert-Fleury et Jules Lefebvre). 
Il peint des paysages de Grèce, où il séjourne en 1912-1913, de Suède et de la réserve naturelle de Spessart en Bavière. 

### Installation en Suisse et mort
En 1923, il s'établit à Horgen, dans le canton de Zurich, puis à Massagno, au Tessin, en 1925. Il y est naturalisé suisse en 1938. 
Il meurt le 14 février 1943 à Lugano, dans le canton du Tessin.

### Activités philosophico-religieuses
Bô Yin Râ est également un écrivain philosophico-religieux. 
Sa certitude d'avoir une vocation de maître lui inspire un « cycle d'enseignement spirituel » de 32 ouvrages traduits dans de nombreuses langues et maintes fois réédités, qui montrent le chemin du bonheur et de la vraie vie (Das Buch vom Glück, 1920, Das Buch vom Jenseits, 1921) à l'aide d'un mélange de sagesse gréco-chrétienne (Das Mysterium von Golgatha, 1922) et orientale (Mantra-Praxis, 1928), pimentée d'ésotérisme (Kultmagie und Mythos, 1924).
Il fonde l'association Jakob Böhme en 1920.
Bô Yin Râ s'exprime ainsi à propos de sa mission :

« Sans doute, les communications de mes livres sont destinées en première ligne à des hommes qui cherchent en vain un vrai lien avec Dieu dans les formes religieuses traditionnelles et qui sentent néanmoins en eux les besoins de mettre leur vie à l'unisson de l'éternelle source de vie pressentie. (…)
Je communique ma connaissance expérimentale de la hiérarchie d’aides spirituels individuels, qui part de ‘‘l’archi-centre’’ même de la sphère des forces spirituelles, qui descend jusqu'à l'humanité de cette planète et qui s'y manifeste par certains hommes préparés à ce rôle dès avant la naissance terrestre.
Je communique ma connaissance expérimentale relative à la possibilité d'entrer en liaison spirituelle avec cette hiérarchie, et je montre le chemin à suivre pour y accéder. (…)
On ne doit pas ‘‘croire’’, mais assimiler objectivement ce que transmettent mes écrits, afin de pouvoir provoquer le réveil de l'expérience personnelle la plus intime.
Je ne suis pas un prophète qui a besoin de ‘‘disciples’’, ni un meneur soucieux de ‘‘partisans’’, mais un transmetteur de vues spirituelles sur la patrie éternelle de l’homme.
Je n'attire pas à moi celui qui veut se fier à ma direction, mais je le conduis vers sa source de vie éternelle la plus intime qui, par expérience, m’est présente à tous moments, parce que je suis moi-même devenu conscient en elle. »